# NGC 6368
NGC 6368 este o galaxie spirală situată în constelația Ophiuchus. A fost descoperită în 9 iulie 1863 de către Albert Marth. Se află la o distanță de 33,57 de megaparseci de Pământ.